# アビー・バートン
アビー・バートン（Abi Burton、2000年3月9日 - ）は、イングランドの女子ラグビー選手。

## プロフィール
- イングランド・ロンドンハウンズロー区出身[1]。
- ポジションはナンバーエイト(No8)。
- 身長 171cm、体重 78kg
- 7人制イングランド代表に選ばれたことがある[2]。

## 略歴
2021年、東京五輪の7人制女子イギリス代表スコッドに選ばれた。